# Dan Niculescu
Dan Niculescu (n. 22 octombrie 1929, București, România – d. 1999) a fost un baschetbalist român care a concurat la Jocurile Olimpice de vară din 1952.
A făcut parte din echipa de baschet a României, care a fost eliminată în primul tur al turneului olimpic din 1952. A jucat ambele meciuri.
El a cucerit 4 titluri de campion național cu Dinamo București. A devenit ulterior antrenor și a câștigat 12 titluri naționale cu Dinamo până în 1982.
A avut gradul de locotenent (în 1954), apoi pe cel de căpitan (în 1958) în Ministerul Afacerilor Interne.

## Distincții
- Medalia Muncii (14 mai 1954) „pentru rezultate valoroase obținute în activitatea sportivă”[7]
- Medalia Muncii (9 mai 1958) „cu prilejul aniversării a 10 ani de la înființarea Clubului sportiv «Dinamo» și pentru rezultate deosebite obținute în dezvoltarea activității sportive”[8]
- Ordinul „Meritul Sportiv” clasa a III-a (8 mai 1968) „pentru contribuția deosebită adusă la dezvoltarea mișcării de cultură fizică și sport și pentru merite deosebite în activitatea sportivă de performanță, cu prilejul împlinirii a 20 de ani de la înființarea Clubului sportiv «Dinamo»-București al Ministerului Afacerilor Interne”[9]